# Louis Welsch
Louis Welsch (* 14. April 1914 in Mönchsberg; † 8. Mai 1998) war ein deutscher Politiker (SPD).
Welsch besuchte die Volksschule und die Oberrealschule in Sonneberg, die er mit der mittleren Reife verließ. Es folgte eine landwirtschaftliche Fachschulausbildung in Oberlind und Jena-Zwätzen, die praktische Tätigkeit erfolgte in einer Reihe größerer Betriebe sowie im überörtlichen Tierzuchtkontrolldienst. 1936 begann er als selbstständiger Landwirt. Er trat der NSDAP bei. Im Zweiten Weltkrieg war er im Wehrdienst tätig, aus seiner tschechisch-sowjetischen Gefangenschaft konnte er erfolgreich fliehen. 1945 begann er eine Reihe beruflicher und kommunaler Ehrenämter, er war außerdem Förderer des Kultur- und Sportlebens. Für die SPD saß er einige Jahre lang im Stadtrat von Ludwigsstadt, wo er 1960 zum ersten Bürgermeister gewählt wurde, sowie im Kreistag des Landkreises Kronach. Im Amt des Bürgermeisters wurde er zweimal bestätigt. Ferner gehörte er dem Verwaltungsrat der Kreissparkasse Ludwigsstadt an. 1966 wurde er in den Bayerischen Landtag gewählt. 1970 scheiterte die Wiederwahl, doch rückte er 1972 für den ausgeschiedenen Richard Müller ins Parlament nach. 1974 schied er aus dem Landtag aus, da er nicht mehr für ein Mandat kandidierte.